# Thomas Abbt
Thomas Abbt (ur. 25 listopada 1738 w Ulm, zm. 3 listopada 1766 w Bückeburg) – niemiecki oświeceniowy filozof-moralista.

## Życiorys
Od 1756 r. studiował w Halle teologię, matematykę, filozofię i sztuki piękne. W 1760 r. otrzymał katedrę filozofii we Frankfurcie nad Odrą, a w 1761 katedrę matematyki w Rinteln. W 1765 r. powołano go do Bückeburg jako członka Rady rządowej i konsystorza. Tu też zmarł.
Utwory Abbta pisane są w lekkim, konwersacyjnym tonie i cieszyły się wielką popularnością. Znany działacz epoki Oświecenia, Christoph Friedrich Nicolai, wydał Abbta Dzieła różne w 6 tomach (1768).

## Dzieła
- O śmierci za ojczyznę (1761)
- O zasłudze (1765)
- Wyimek z historii powszechnej, Przegląd ogólnych postępów cywilizacji